# Saison 5 d'Au-delà du réel : L'aventure continue
Chronologie
Saison 4 Saison 6
Cet article présente le guide des épisodes de la cinquième saison de la série télévisée Au-delà du réel : L'aventure continue (The Outer Limits).

## Épisodes

### Épisode 1:Radio extraterrestre
- États-Unis : 22 janvier 1999
- France : 22 janvier 2003

- Joe Pantoliano ( Stan Harbinger )
- Leslie Hope ( Darcy Kipling )
- Cynthia Nixon ( Trudy )
- Alex Diakun ( Moses Saxon )

### Épisode 2:Le Donneur
- États-Unis : 29 janvier 1999

- Robert Hays ( Dr Peter Halstead )
- Wendel Meldrum ( Dr Renée Stuyvescent )
- Thomas Cavanagh ( Dr Vance Ridout )
- Lorraine Landry ( Deirdre Laird )

### Épisode 3:Éclairs de génie
- États-Unis : 5 février 1999

- Ralph Waite ( Pr Gene Morton )
- Roddy Piper ( Marlon )
- Richard Yearwood ( Lawrence )

### Épisode 4:Les Grells
- États-Unis : 12 février 1999
- France : 26 janvier 2002

- Ted Shackelford ( Paul Kohler )
- Maurice Dean Wint ( Jesha )
- Britt McKillip ( Sara Kohler )
- Marina Sirtis ( Olivia Kohler )
- Roger R. Cross  ( Lt Lockhart )

### Épisode 5:L'Autre Côté
- États-Unis : 19 février 1999
- France : 2 février 2002

Michael Sarrazin

### Épisode 6:Bon voyage
- États-Unis : 26 février 1999
- France : 9 février 2002

### Épisode 7:Le Facteur humain
- États-Unis : 12 mars 1999
- France : 16 février 2002

### Épisode 8:Perte de mémoire
- États-Unis : 2 avril 1999
- France : 23 février 2002

### Épisode 9:La Voleuse de pensées
- États-Unis : 23 avril 1999
- France : 2 mars 2002

### Épisode 10:Le Suaire
- États-Unis : 30 avril 1999
- France : 9 mars 2002

### Épisode 11:L'Éventreur
- États-Unis : 7 mai 1999
- France : 26 février 2003

### Épisode 12:Le Tribunal
- États-Unis : 14 mai 1999
- France : 27 avril 2002

### Épisode 13:Le Sommet
- États-Unis : 21 mai 1999
- France : 30 mars 2002

- Marcia Cross
- Michael Ironside

### Épisode 14:Descente aux enfers
- États-Unis : 25 juin 1999
- France : 6 avril 2002

- Leland Orser
- Jenny Levine

### Épisode 15:Chacun chez soi
- États-Unis : 2 juillet 1999
- France : 13 avril 2002

- Chris Eigeman
- Torri Higginson
- Kim Hawthorne (en) (Morgan Winters)
- Jody Racicot

### Épisode 16:Déjà-vu
- États-Unis : 9 juillet 1999
- France : 20 avril 2002

- Kevin Nealon
- Terri Hawkes

### Épisode 17:Les Héritiers
- États-Unis : 16 juillet 1999
- France : 23 mars 2002

- Tom Irwin
- Nicholas Lea
- Stacy Grant
- Don MacKay

### Épisode 18:L'Essence de la vie
- États-Unis : 23 juillet 1999
- France : 4 mai 2002

Jessica Steen (Stéphanie Sawyer)

### Épisode 19:Mal-aimé
- États-Unis : 30 juillet 1999
- France : 11 mai 2002

- Adam Hann-Byrd
- Chris Potter
- Lynda Boyd
- Daniel Hugh Kelly

### Épisode 20:Pères et Fils
- États-Unis : 6 août 1999
- France : 18 mai 2002

### Épisode 21:Tristes Retrouvailles
- États-Unis : 13 août 1999
- France : 25 mai 2002

- Angelina Ball
- Nathan Fillion (Michael)
- Justin Louis
- Robbi Chong
- Natasha Vasiluk Zoran
- Derek de Lint (le Haut-centurion)
- Jim Shield (Duro)
- Ian Marsh (le centurion Hong)
- Ian Brown (l'homme innocent)
- Stuart O'Connell (le soldat Hing)

### Épisode 22:À chacun son tour
- États-Unis : 20 août 1999
- France : 1er juin 2002